# Dornröschen-Problem

Dornröschen-Problem

Das Dornröschen-Problem (englisch Sleeping Beauty Problem) ist ein Gedankenexperiment, das die Beziehung zwischen objektiven und subjektiven Wahrscheinlichkeiten veranschaulicht.

## Geschichte
Das Problem wurde erstmals Mitte der 1980er Jahre von Arnold Zuboff (* 1946) formuliert und erlangte später durch eine Veröffentlichung von Adam Elga größere Bekanntheit.

## Problemstellung
Dornröschen nimmt an einem Experiment teil, bei dem sie am Sonntag mit einem Schlafmittel in Schlaf versetzt wird. Danach wirft der Versuchsleiter eine Münze. Fällt Kopf, weckt der Versuchsleiter Dornröschen am Montag auf, verabreicht ihr erneut ein Schlafmittel und lässt sie bis Mittwoch schlafen. Fällt Zahl, weckt er Dornröschen ebenfalls am Montag auf, verabreicht ihr wieder ein Schlafmittel, aber weckt sie dann am Dienstag erneut auf, um sie dann nochmals bis Mittwoch schlafen zu lassen. Der einzige Unterschied ist also, dass Dornröschen bei Kopf einmal und bei Zahl zweimal geweckt wird. Durch das Schlafmittel hat Dornröschen keine Erinnerung mehr daran, ob sie zuvor schon einmal geweckt wurde. Sie kann also nicht unterscheiden, ob Montag oder Dienstag ist. Und auch beim Aufwecken verrät der Versuchsleiter nichts: weder den Ausgang des Münzwurfs noch welcher Tag gerade ist. Nach jedem Aufwachen stellt er Dornröschen die Frage: Wie hoch ist die Wahrscheinlichkeit, dass die Münze Kopf gezeigt hat?

## Lösungsanalyse

### Position der Halbierer
Ist Dornröschen eine voll informierte rationale Denkerin, müsste ihre Antwort 1/2 lauten, da bei einem Münzwurf mit einer fairen Münze die Wahrscheinlichkeit für Kopf oder Zahl unabhängig vom durchgeführten Experiment immer 1/2 ist. Und egal wann der Münzwurf erfolgte und wie oft sie aufgeweckt wurde: An der objektiven Wahrscheinlichkeit für Kopf und Zahl ändert sich nichts.

### Position der Drittler
Ist Dornröschen hingegen eine Nutzenmaximiererin, der beim Aufwachen angeboten wird, auf Kopf oder Zahl zu wetten, sollte sie folgende 3 Fälle in Betracht ziehen:
- Ich bin am Montag aufgewacht und es wurde Kopf geworfen.
- Ich bin am Montag aufgewacht und es wurde Zahl geworfen.
- Ich bin am Dienstag aufgewacht und es wurde Zahl geworfen.

Die Wahrscheinlichkeiten für alle drei Ereignisse sind gleich groß und betragen 1/3. Da Dornröschen bei Kopf im Mittel nur einmal, bei Zahl hingegen zweimal richtig liegt, sollte sie auf Zahl setzen. Die richtige Einschätzung ihrer subjektiven Wahrscheinlichkeiten ist diejenige, die ihre erwartete Auszahlung maximiert. Obwohl Dornröschen also weiß, dass der Münzwurf fair war, sollte sie insgeheim eine Wahrscheinlichkeitsannahme treffen (nur in 1/3 der Fälle wurde Kopf geworfen), die objektiv falsch ist.

## Verwandte Themen
Weitere Experimente, bei denen man aus einer Teilinformation die optimale Entscheidung unter Unsicherheit des Restproblems treffen kann, sind:
- das Gefangenenparadoxon,
- die Odds-Strategie,
- das Sekretärinnenproblem und
- das Ziegenproblem.